# Noma Motor Corporation
Die Noma Motor Corporation war ein US-amerikanischer Automobilhersteller.

## Beschreibung
Das Unternehmen war von 1919 bis 1923 in New York City ansässig. Die Firma war eine Tochtergesellschaft der Walton Body Company, die Flugzeugflügel herstellte.
Es gibt sowohl Quellen für die Schreibweise Noma Motor Corporation als auch für Noma Motors Corporation. Zeitgenössisch ist die Schreibweise Motor ohne s.
Im Januar 1919 stellte man den ersten Wagen auf der New York Automobile Show aus. Die Produktion des zweisitzigen Roadsters begann 1920. Es handelte sich dabei um ein Konfektionsmodell, dessen Sechszylinder-Reihenmotor von der Continental Motors Company zugeliefert wurde und eine Leistung von 55 bhp (40 kW) abgab. Das Fahrgestell bestand aus laminiertem Holz, das mit Aluminium beplankt war. Dieses Modell 1 war auch als Viersitzer erhältlich.
Ab 1921 hieß der unveränderte Wagen Modell C und war ab 1922 auch als sechssitziger Tourenwagen und fünfsitzige Limousine erhältlich.
Ende 1923 wurde die Automobilfertigung eingestellt. Es waren in dieser Zeit etwa 300 Noma-Automobile entstanden.

## Modelle
| Modell | Bauzeitraum | Zylinder | Leistung       | Radstand | Aufbauten                                                                   |
| ------ | ----------- | -------- | -------------- | -------- | --------------------------------------------------------------------------- |
| 1      | 1920        | 6 Reihe  | 55 bhp (40 kW) | 3251 mm  | Speedster 2 Sitze, Foursome 4 Sitze                                         |
| C      | 1921–1923   | 6 Reihe  | 55 bhp (40 kW) | 3251 mm  | Speedster 2 Sitze, Foursome 4 Sitze, Limousine 5 Sitze, Tourenwagen 6 Sitze |